# Rawski
Rawski là một huyện thuộc tỉnh Łódzkie của Ba Lan. Huyện có diện tích 646 km². Đến ngày 1 tháng 1 năm 2011, dân số của huyện là 48898 người và mật độ 76 người/km².